# Liste der Kellergassen in Wullersdorf
Die Liste der Kellergassen in Wullersdorf führt die Kellergassen in der niederösterreichischen Gemeinde Wullersdorf an.
Neben diesen mit dem Weinbau in Zusammenhang stehenden Kellern gibt es in der Gemeinde auch noch den denkmalgeschützten "Erzherzog-Fertinant-Keller", eine ausgedehnte mittelalterliche Fluchtanlage im Ortszentrum von Wullersdorf, die heute ein Ziegelmuseum beherbergt.
| Foto |                 | Kellergasse                        | Standort                                 | Beschreibung |
| ---- | --------------- | ---------------------------------- | ---------------------------------------- | --- |
| ja   | Datei hochladen |                                    | KG: Aschendorf Standort                  | Die einseitige Einzelkellergasse befindet sich in einem Graben am Südostrand der Ortschaft, knapp an der Grenze zum Nachbarort Hart. Sie besteht aus neun Kellern auf 100 Metern Länge. |
| ja   | Datei hochladen | Steinfeld                          | KG: Aschendorf, Hart Standort            | Die beidseitige Einzelkellergasse liegt in einem Graben nördlich außerhalb der Ortschaften, beidseits der Katastralgemeindegrenze. Auf 150 Metern Länge befinden sich 15 Keller. |
| ja   | Datei hochladen | Kellertrift                        | KG: Grund Standort                       | Das beidseitige Kellergassensystem liegt nördlich außerhalb der Ortschaft, im südlichen Teil in einem Graben, im nördlichen Teil in der Ebene. Auf einer Fläche von etwa 400 mal 50 Metern befinden sich 80 Keller in verschiedenen Bauformen, mehr als ein Drittel davon erneuerungsbedürftig.                                                                        |
| ja   | Datei hochladen | An der Bundesstraße                | KG: Grund Standort                       | Das Kellergassensystem liegt in der Ebene nordwestlich weit außerhalb der Ortschaft, an der Ostseite der Bundesstraße. Auf einer Fläche von 250 mal 100 Metern befinden sich 39 Gebäude, einige davon umgebaut. Ein Presshaus ist denkmalgeschützt. |
| BW   | Datei hochladen | Alte Bergen                        | KG: Immendorf Standort                   | Die einseitige Einzelkellergasse befindet sich an einer Geländekante eineinhalb bis zwei Kilometer nördlich außerhalb der Ortschaft. Sie umfasst 65 Keller, davon etwa die Hälfte erneuerungsbedürftig oder verfallen. |
| BW   | Datei hochladen | Kienern („Kellergasse Zeiselberg“) | KG: Immendorf Standort                   | Das beidseitige Kellergassensystem beginnt gut einen Kilometer nordöstlich der Ortschaft und erstreckt sich jeweils beidseitig entlang zweier Güterwege über mehrere hundert Meter nach Norden. Es umfasst 64 teils trauf-, teils giebelständige Keller, etwa die Hälfte davon erneuerungsbedürftig oder verfallen.                                                    |
| ja   | Datei hochladen | Griegweg (Nähe Jägerhaus)          | KG: Immendorf Standort                   | Nördlich außerhalb der Ortschaft liegt die einseitige Einzelkellergasse an einer Geländekante. Auf 150 Metern Länge befinden sich 10 Objekte, einige davon zu Wohnzwecken umgebaut. |
| BW   | Datei hochladen | Kellertrift                        | KG: Kalladorf Standort                   | Das Kellergassensystem liegt nördlich weit außerhalb der Ortschaft und besteht aus einer beidseitigen Kellergasse in Nord-Süd-Richtung, von der aus ein Güterweg nach Westen führt, an dem sich eine einseitige Kellerreihe befindet. Insgesamt befinden sich hier 29 Keller.                                                                                          |
| BW   | Datei hochladen | Kallathal                          | KG: Kalladorf Standort                   | Die einseitige Einzelkellergasse befindet sich südlich außerhalb der Ortschaft in der Ebene. Sie umfasst 18 Keller, überwiegend giebelständig, auf 250 Metern Länge. |
| BW   | Datei hochladen | Denkenberg                         | KG: Grund, Kalladorf Standort            | Das Kellerensemble befindet sich in der Ebene nördlich weit außerhalb der Ortschaften, an der Grenze der beiden Katastralgemeinden. Hier befinden sich 16 Keller, überwiegend giebelständig. |
| ja   | Datei hochladen | Raffelfeld                         | KG: Maria Roggendorf Standort            | Die einseitige Einzelkellergasse befindet sich östlich außerhalb der Ortschaft an einer Geländekante und umfasst acht Keller auf 100 Metern Länge. |
| ja   | Datei hochladen | beim Kloster                       | KG: Maria Roggendorf, Raffelhof Standort | Die einseitige Einzelkellergasse liegt an einer Geländekante an der Grenze der beiden Katastralgemeinden, unmittelbar nördlich des Klosters. Sie umfasst zehn Keller, mehrheitlich in Schildmauerform, die meisten sind erneuerungsbedürftig. |
| ja   | Datei hochladen | Kirchberg                          | KG: Oberstinkenbrunn Standort            | Auf 400 Metern Länge befinden sich 42 mehrheitlich giebelständige Gebäude rund um den Kirchhügel. Etwa ein Drittel der Objekte ist umgebaut, viele davon mit Wohnnutzung. |
| ja   | Datei hochladen | Schlosskeller                      | KG: Oberstinkenbrunn Standort            | Im Hintaus am westlichen Ortsrand befinden sich 37 Keller auf 400 Metern Länge, fast die Hälfte ist erneuerungsbedürftig oder verfallen. Die älteste Datierung ist von 1849. Weitere Keller sind an der L51 in Richtung Maria Roggendorf und südlich davon in einer Seitengasse.                                                                                       |
| ja   | Datei hochladen | Mailberger Keller (Galgenberg)     | KG: Oberstinkenbrunn Standort            | Die einseitige Einzelkellergasse liegt an einer Geländekante am nördlichen Ortsrand. Hier befinden sich 24 mehrheitlich traufständige Keller auf 250 Metern Länge. |
| ja   | Datei hochladen | Tiefer Graben                      | KG: Oberstinkenbrunn Standort            | Die beidseitige Einzelkellergasse liegt an einer Geländekante am nördlichen Ortsrand. Auf 250 Metern Länge befinden sich 31 Keller, etwa die Hälfte ist erneuerungsbedürftig. Während die Gebäude an der Nordseite des Wegs vorwiegend trauf- oder giebelständig sind, liegen an der Südseite vor allem Keller in Schildmauerform. Die älteste Datierung ist von 1883. |
| BW   | Datei hochladen | Peunten                            | KG: Schalladorf Standort                 | Das verzweigte Kellergassensystem befindet sich nördlich weit außerhalb der Ortschaft. Es umfasst 28 vorwiegend giebelständige Gebäude, einige davon zu Wohnzwecken umgebaut. |
| BW   | Datei hochladen | Rohrbergen                         | KG: Schalladorf Standort                 | Das beidseitige Kellergassensystem befindet sich nördlich außerhalb der Ortschaft. In einer Mulde liegen 20 Gebäude, mehrheitlich giebelständig, einige davon für Wohnzwecke umgebaut. |
| ja   | Datei hochladen | Kirchberg                          | KG: Wullersdorf Standort                 | Das verzweigte Kellersystem am östlichen Ortsrand – zwischen Kirche und Friedhof sowie südlich davon in Hanglage mit viel Baumbestand – umfasst 60 Keller, vorwiegend in Schildmauerform. Etwa die Hälfte der Keller ist erneuerungsbedürftig. |

| Foto:                    | Fotografie der Kellergasse (Gesamtheit). Klicken des Fotos erzeugt eine vergrößerte Ansicht. Daneben finden sich zwei Symbole: \| Weitere Bilder vorhanden \| Das Symbol bedeutet, dass weitere Fotos des Objekts verfügbar sind. Durch Klicken des Symbols werden sie angezeigt. \| \| Eigenes Foto hochladen \| Durch Klicken des Symbols können weitere Fotos des Objekts in das Medienarchiv Wikimedia Commons hochgeladen werden. \| |
| Name:                    | Bezeichnung der Kellergasse |
| Standort:                | Es ist die Katastralgemeinde (KG) angegeben. Durch Aufruf des Links Standort wird die Lage der Kellergasse in verschiedenen Kartenprojekten angezeigt. |
| Beschreibung             | Kurze Beschreibung der Kellergasse |
| Weitere Bilder vorhanden | Das Symbol bedeutet, dass weitere Fotos des Objekts verfügbar sind. Durch Klicken des Symbols werden sie angezeigt. |
| Eigenes Foto hochladen   | Durch Klicken des Symbols können weitere Fotos des Objekts in das Medienarchiv Wikimedia Commons hochgeladen werden. |